# Jarujinia bipedalis
Jarujinia bipedalis (лат.) — вид ящериц из семейства сцинковых, единственного в роде Jarujinia. Описан в 2011 году, известен по единственному экземпляру.

## Этимология названия и систематика
Род Jarujinia описан в 2011 году по экземпляру из местности Бан Пунамрон (район Суанпхинг провинции Ратбури, примерно в 150 км юго-западнее Бангкока). Род получил название в честь доктора Яруина Набхитабхата (1950—2008), первого директора Музея естественной истории Таиланда. Видовое название bipedalis связано с наличием только двух (передних) конечностей.
Род Jarujinia относится к семейству сцинковых и включается в подсемейство Scincinae. В целом авторы описания оценивают род Jarujinia как переходный в эволюционном плане между родом сцинков Larutia, у большинства представителей которого четыре рудиментарные конечности, и родом Isopachys, утратившим их полностью.

## Внешний облик
Сцинк среднего размера (длина тела единственного известного экземпляра от кончика морды до анального отверстия 88,2 мм, хвоста — 34,2 мм, однако кончик хвоста отсутствует). Голова, тело и хвост уплощённые, голова визуально неотделима от туловища (у рода Larutia есть видимый переход). Череп намного шире в поперечном сечении, чем у рода Isopachys. Внешние уши отсутствуют, веки сросшиеся и прозрачные.
Jarujinia — единственный род сцинков с полностью отсутствующими задними конечностями. Передние конечности рудиментарные, на каждой по два редуцированных пальца без когтей, перепонок между пальцами также нет. Рентгеновские снимки не обнаруживают каких бы то ни было следов плечевого и тазового поясов — они неотличимы от обычных позвонков. Рёбра, отходящие от 65 позвонков, более длинные и тонкие, чем у Isopachys. Спинные чешуи гладкие, крупные, округлой формы; брюшные чешуи также гладкие, но существенно мельче спинных.
Окраска спины в растворе кремово-жёлтая, с тёмно-коричневыми нерегулярными вкраплениями, образующими короткие малозаметные полосы, тянущиеся продольно в направлении хвоста. В теменной и затылочной части головы две тёмно-коричневых полосы, одна из которых образует большое тёмное пятно в том месте, где могла бы находиться ушная раковина. Нижняя часть тела и передние конечности тёмно-фиолетовые, очень крупная средняя чешуя на кончике нижней челюсти (англ. mental) кремово-жёлтая.

## Экология
Единственный известный экземпляр был добыт в сухом вечнозелёном лесу под камнем на склоне холма у русла пересохшего ручья (высота около 600 м над уровнем моря). Отсутствие внешнего уха и задних конечностей, а также редуцированные передние конечности указывают на то, что Jarujinia — роющая рептилия, ведущая образ жизни, подобный представителям родов Isopachys, Davewakeum, Leptoseps и Larutia .